# Чебыкин, Андрей Владимирович
Андрей Владимирович Чебы́кин (род. 14 апреля 1946, Гайсин, Винницкая область, УССР, СССР) — советский и украинский художник-график, педагог. Президент Национальной академии искусств Украины с 1997 года. Народный художник Украины (1992).

## Биография
Родился 14 апреля 1946 года в Гайсине Винницкой области УССР. В 1970 году окончил КГХИ. Участник отечественных и международных художественных выставок. Произведения Андрея Чебыкина хранятся в Национальном художественном музее Украины (Киев), Государственная Третьяковская галерея (Москва), других музеях и частных коллекциях Украины и мира.
За 35 лет педагогической деятельности создал своеобразную школу эстампа. Руководит мастерской свободной графики Национальной академии изобразительного искусства и архитектуры (с 1985 года). С 1970 года — начал педагогическую деятельность в Киевском государственном художественном институте
- 1980—1987 — проректор КГХИ
- 1985 — профессор
- 1987—1989 — председатель Киевской организации СХУ, член правления и секретариата СХУ, правления и секретариата СХ СССР.
- с 1989 года — ректор КГХИ.
- 1996 — академик-основатель НАИУ
- 1997 — избран президентом АГУ.
- 2001—2005 — член Комитета по Национальной премии Украины имени Тараса Шевченко.
- 2009 — член Национальной комиссии по делам ЮНЕСКО
- 2009 — Сенатор Европейской академии естественных наук.

Председатель комитета по делам премии имени Ивана Огиенко. Член НСХУ.
В 1989 году избран ректором Киевского государственного художественного института. За время руководства учебным заведением, сохраняя добрые традиции, осуществил переориентацию учебного процесса, направленную на свободное раскрытие творческих способностей студентов.
Является соавтором учебника «Техника офорта» (1978) для художественных высших учебных заведений. Много его бывших воспитанников стали известными художниками, лауреатами различных художественных конкурсов, выставок, получили почётные звания Украины.
В 2017 году возглавил жюри Всеукраинского открытого конкурса изобразительного искусства #МИСТЕЦТВО.
Работает в области станковой, книжной графики, монументального искусства. Созданные им графические серии поражают глубиной мысли и выразительностью художественной формы, элегантной раскованностью исполнения. Среди важных художественно-пластических принципов, разработанных художником-педагогом Андреем Чебыкиным, является принцип умелого, изобретательного сочетания метафорическому языку символов и знаков с пластическими качествами фактуры графических материалов (бумаги, картона и тому подобное).

## Произведения
Самые известные работы: графические серии «Село Обрадово» (1970), «Солдатские будни» (1972—1973), «Космические офорты» (1976), «Вселенная» (1979—1980), «Космос—Земля» (1986); иллюстрации к литературным произведениям. Франка, Л. Вышеславского, Н. Гнатюк, В. Грабовского, И. Драча, Б. Олейника, В. Простопчука, Г. Чубач (1977—1990), серия гобеленов для интерьеров Донецкого академического театра оперы и балета имени А. Б. Соловьяненко (1994—1995); циклы станковых рисунков и акварелей (1987—2006). Известный украинский художник Георгий Якутович считал, что А. Чебыкин вознес искусство офорта в ранг украинской академической школы, его, Чебыкина, школы.

## Награды и премии
- Премия Ленинского комсомола (1977) — за серию офортов «Солдатские будни»
- Золотая медаль имени М. Б. Грекова (1989)
- Народный художник Украины (1992)
- Премия имени Огиенко (1996)
- орден «За заслуги» І (2007)[2], ІІ (2004), III (1997)[3] степеней
- Почётная грамота Верховной Рады Украины (2006)
- Почётный знак Киевского городского головы «Знак Почёта» (2006)
- Золотая медаль АГУ (2006)
- Национальная премия Украины имени Тараса Шевченко (2007) — за цикл художественных работ «Крымские мотивы», «Женские образы», «Увядшая листва».
- Орден «Звезда Сенатора» Европейской академии естественных наук (2009)
- Диплом имени Георгия Якутовича (2010)
- Орден князя Ярослава Мудрого V степени (2011)[4]
- Орден князя  Ярослава Мудрого IV степени (2016)[5].
- Почётный член Украинской академии архитектуры (1998)
- Зарубежный почётный член Российской академии художеств (2007)

### Семья
- отец — Владимир Федорович (1922—1996) — учитель, директор Гайсинской средней школы № 5
- мать — Ефросиния Андреевна (1922) — домохозяйка.
- жена — Тамара Алексеевна (1944) — архитектор
- сын — Алексей (1969) — художник-график, член НСХУ
- сын — Владимир (1973) — художник-график[6].